# Filiation
Pour les articles homonymes, voir Filiation (homonymie).
La filiation est la transmission de la parenté lorsqu'une personne descend d'une autre.
On distingue ici la consanguinité (degré de similitude génétique entre deux individus possédant un lien de parenté) et la parenté au sens plus large qui concerne autant les liens de procréation (géniteur, génitrice et progéniture) que les liens plus purement sociaux et culturels des statuts de père, mère, fils et fille.
Elle comprenait, en droit français, trois types de filiation différents : la filiation légitime, la filiation naturelle et la filiation adoptive ; les deux premières sont maintenant unifiées. Le droit s'intéresse à la filiation en ce qu'il dirige la question des successions et héritages mais aussi celle de l'autorité parentale. Cependant, cette division a toujours cours dans de nombreux pays, au moins sur le plan sociologique.

## Point de vue anthropologique
La filiation est, selon Christian Ghasarian, « le principe gouvernant la transmission de la parenté ». Elle détermine l'identité d'un individu dans une société, en définissant de qui il hérite ses droits fonciers, ses titres, ses obligations morales, c’est-à-dire son statut social. La filiation est un élément important dans le jeu complexe des règles de mariage. Il faut en outre garder à l'esprit que la notion de filiation biologique (les liens du sang) est recouverte par son usage social : on distingue donc depuis D. Schneider la parenté biologique de la parenté sociale.
Les anthropologues distinguent trois types de filiation :
- Filiation unilinéaire patrilinéaire ou matrilinéaire ;
- Filiation bilinéaire ;
- Filiation indifférenciée.

### Filiation unilinéaire
C'est l'organisation la plus répandue. La filiation est imposée à chacun, du côté du père ou de la mère, et détermine auquel des deux groupes (de filiation) un individu appartient. C'est un système où les membres du groupe de filiation sont reliés soit exclusivement par les hommes, soit exclusivement par les femmes ; il y a donc un des deux genres qui ne peut pas transmettre l'appartenance de son propre groupe à ses enfants.
- La filiation patrilinéaire ou agnatique

Dans ce type de filiation, l'individu appartient au groupe parental consanguin de son père. Dans ce type de société les hommes ont donc le plus souvent autorité sur l'ensemble de la vie sociale, puisqu'ils sont à la source des relations qui constituent le groupe. Les mariages sont ici fréquemment à résidence patrilocale, ce qui signifie le départ de la mariée hors son foyer d'origine, pour rejoindre celui de son mari.
On trouve des exemples de ce type de filiation chez les Nuers du Soudan étudiés par Evans Pritchard, dans le principe dynastique de la Chine ancienne, en Grèce et Rome antique, ainsi que dans le monde musulman.
- La filiation matrilinéaire ou utérine

L'individu est cette fois inclus dans le groupe consanguin de sa mère : les droits se transmettent par les femmes. Le mari, même s'il est géniteur, est dans ce cas un homme de peu d'importance, puisqu'il n'appartient pas au groupe de sa femme. Dans le cas d'une résidence matrilocale, c’est-à-dire que lors du mariage le mari rejoint le foyer de sa femme en délaissant le sien, la figure d'autorité masculine est jouée par le frère de sa femme. Celui-ci en tant que membre du groupe de sa femme, sera le père social de ses enfants biologiques. Notons bien que ce mari qui nous apparaît dans la culture occidentale comme dépossédé de ses enfants biologiques, a en fait la charge des enfants biologiques de sa propre sœur, qu'il considère comme les siens.
On trouve aussi des sociétés où la parenté est patrilinéaire alors que le droit de propriété (y compris l'état d'homme libre) est matrilinéaire. Dans ce système, les femmes n'ont pas plus de pouvoir politique que dans le précédent, bien que leurs rôles économiques et religieux soient plus importants. C'est pourquoi il faut distinguer clairement la filiation matrilinéaire et le matriarcat : la parenté matrilinéaire est la plupart du temps patriarcale.
On trouve des exemples de sociétés à filiation matrilinéaire dans les Îles Trobriand décrites par Bronislaw Malinowski, ou chez les Mnong Gar. Sur la surface du globe, la plupart des sociétés ont adopté la filiation patrilinéraire.

### Filiation bilinéaire (dite aussidouble filiation)
Cette filiation est rare : elle combine les deux systèmes de filiation précédents. L'individu obtient des aspects sociaux précis de chaque côté : nom de famille, droits, devoirs, statuts, biens, culte des ancêtres, etc. Exemples : chez les Juifs la parenté est patrilinéaire, bien que la judéité se transmette par les femmes ; chez les Touaregs ; chez les Hereros.

### Filiation bilatérale ou indifférenciée (ditecognatique)
Contrairement à la filitation unilinéaire, le sexe n'est ici pas déterminant. Un individu fait partie d'au moins deux groupes de parenté, ceux de ses deux parents, mais généralement ce sont les groupes des quatre grands-parents qui sont pris en compte. En 1949, Murdock a recensé 75 sociétés de cette sorte sur 250.

### Critique de cette typologie
Des ethnologues ont fait remarquer que ces divisions sont trop rigides pour décrire les filiations réellement à l'oeuvre dans les sociétés : il y aurait dans les faits toujours une certaine proportion de patrilinéarité et de matrilinéarité. Pour Rodney Needham dans La Parenté en question, il n'y a « aucun principe de filiation unique ». La conformité d'une société à un modèle uniforme est ainsi selon lui improbable. En conséquence, le classement des sociétés selon ces critères n'a rien d'évident.